# Moda (estadística)
|  | Aquest article tracta sobre Moda (estadística). Vegeu-ne altres significats a «Moda (desambiguació)». |

En estadística descriptiva, la moda d'una variable estadística quantitativa és aquell valor que té una freqüència més gran. Quan la variable és discreta (amb pocs valors possibles) la moda està completament determinada, però quan la variable pot prendre molts valors diferents o és contínua, llavors es parla de classe o interval modal, que és la classe que té una freqüència més gran.
Gràficament es determina mirant al diagrama de barres (si la variable és discreta) o a l'histograma el valor màxim. Quan el diagrama de barres o l'histograma tenen diversos màxims locals, aleshores es parla de variables o distribucions estadístiques bimodals o trimodals, etc.

## Exemples

### Variable discreta
Segons dades de la Dirección General de Tráfico a Catalunya el mes de març de 2019 es van presentar a l'examen de conduir de cotxe 15.422 persones, de les quals van aprovar 6.903 (45%) i van suspendre 8.519 (55%). Les persones que van aprovar, segons la convocatòria a la qual es presentaven, es distribueixen de la següent manera: 
{\displaystyle {\begin{array}{lcc}\hline \mathbf {} &\mathbf {Freq{\ddot {u}}{\grave {e}}ncia\ absoluta} &\mathbf {Percentatge} \\\hline \mathrm {1} &3.006&44\\\mathrm {2} &1.883&27\\\mathrm {3\ o\ 4} &1.439&21\\\mathrm {5\ o\ 6} &~~~575&~8\\\hline \mathbf {Total} &\mathbf {6903} &\mathbf {100} \\\hline \end{array}}}
El diagrama de barres corresponent es troba a la Figura 1.

Figura 5. Distribució dels aprovats a l'examen de conduir segons el nombre de convocatòries

La moda d'aquesta variable és 1, és a dir, el valor més freqüent és aprovar a la primera convocatòria (almenys el mes de març de 2019)

### Variable contínua
La següent taula dona les notes d'un examen d'un grup d'estudiants
{\displaystyle {\begin{array}{cc}\hline \mathbf {Interval} &\mathbf {Freq{\ddot {u}}{\grave {e}}ncia\ absoluta} \\\hline [0,2]&1\\(2,4]&4\\(4,6]&7\\(6,8]&6\\(8,10]&2\\\hline \mathbf {Total} &\mathbf {20} \\\hline \end{array}}}
Aquí hem utilitzat la notació habitual dels Intervals, on {\displaystyle [0,2]} designa tots els nombres entre 0 i 2, inclosos 0 i 2; {\displaystyle (2,4]} designa tots els nombres entre 2 i 4, exclòs el 2 i inclòs el 4, etc. Vegeu a la pàgina Taula de freqüències unes indicacions sobre aquest punt. A la Figura 2 hi ha l'histograma de freqüències absolutes 

Figura 2. Histograma de les notes

L'interval modal és (4,6].

### Distribució bimodal
A la Figura 3 hi ha un exemple d'un histograma d'una distribució bimodal, ja que presenta dos màxims locals.

Figura 3. Exemple d'un histograma d'una distribució bimodal.

## Determinació de la moda d'una variable contínua
Alguns autors proposen determinar la moda d'una variable contínua interpolant linealment en l'interval modal, exactament igual a com s'explica per fer el càlcul de la mediana d'una distribució contínua.